# Villa Menafoglio Litta Panza

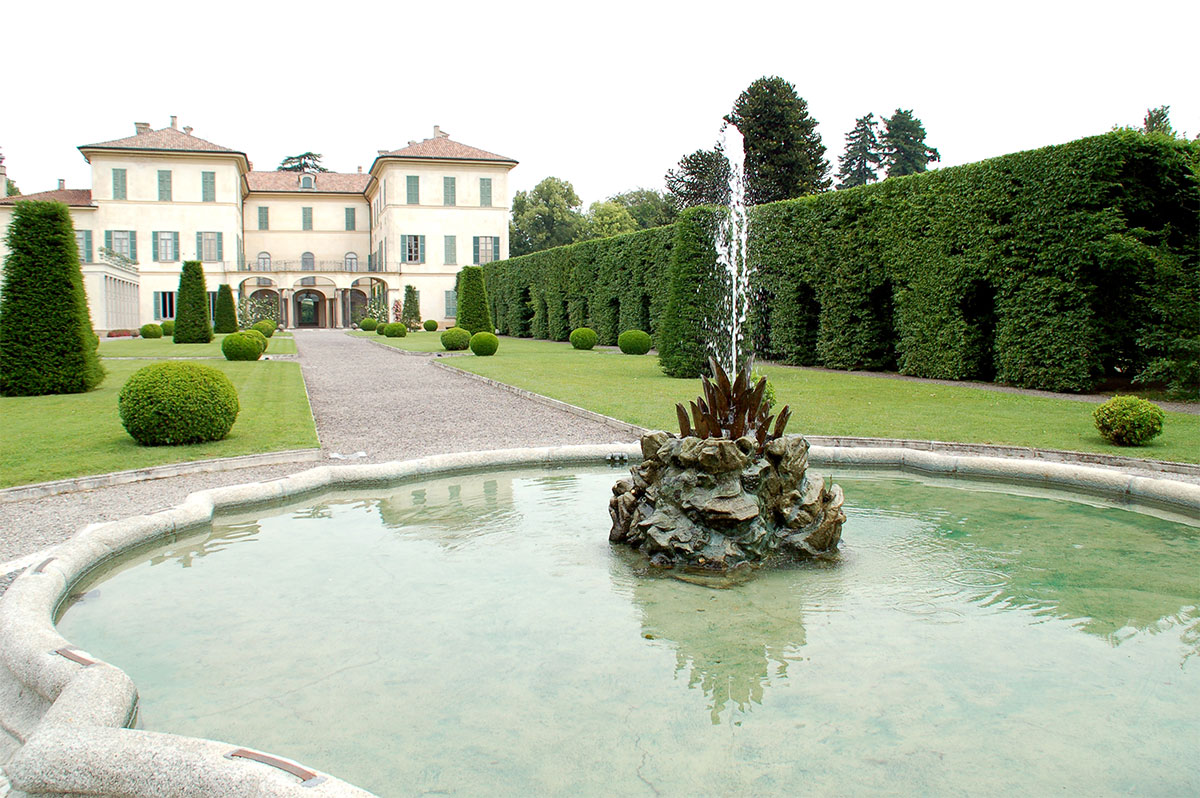
Villa Menafoglio Litta Panza

Die Villa Menafoglio Litta Panza befindet sich im oberitalienischen Varese. Die Villa aus dem 18. Jahrhundert beherbergt eine Sammlung zeitgenössischer Kunst, die ganzjährig besichtigt werden kann.

## Geschichte
Der Marquis Paolo Antonio Menafoglio erwarb im Jahr 1748 ein Grundstück auf dem Hügel von Biumo Superiore, Varese, auf dem er seine dreistöckige Villa errichtete. Die Villa erhielt einen U-förmigen Grundriss, der sich zu einem großen italienischen Garten mit Blick über die Stadt Varese hin öffnet. Eine Brücke verbindet die Villa mit dem landwirtschaftlich genutzten Anwesen, das später der Park der benachbarten Villenanlage Ponti wurde.
Das Gebäude wurde weniger als Wohnkomplex der Familie Menafoglio, sondern vielmehr als Repräsentanz für mondäne Veranstaltungen konzipiert. Der Dienstbotentrakt ist daher entsprechend klein gehalten.
Menafoglio, der sich in finanziellen Schwierigkeiten befand, veräußerte die Villa im Jahre 1783 wieder. Nach einigen Besitzerwechseln erwarb schließlich Pompeo Litta Visconti Arese, Spross einer wohlhabenden Mailänder Patrizierfamilie im Jahr 1823 die Villa. Der neue Besitzer beauftragte 1829 den Architekten Luigi Canonica mit der Erweiterung der Villa. Die Umbauten dauerten zwei Jahre. Canonica hatte die Wirtschaftsgebäude in Pferde- und Kutschställe umgewandelt. Zudem schuf er ein neues einstöckiges Gebäude mit rechteckigem Grundriss, das sich durch eine Serie von Säulen in den Ecken als großes Oval präsentiert und das den großen Speisesaal, „Kaisersaal“ genannt, beherbergte. Viele der architektonischen Elemente des Speisesaals werden Canonica zugeordnet, wie z. B. der große Kamin, der Fußboden, die Konsolen. Dank der Arbeiten Canonicas wurde aus der ehemaligen Vergnügungsvilla ein Patrizierhaus.

## Kunstsammlung
Im Jahr 1956 begann der neue Besitzer und Kunstliebhaber Graf Giuseppe Panza di Biumo seine umfangreiche Sammlung zeitgenössischer Kunst, vorwiegend US-amerikanischer Künstler, in den Räumen der Villa. Er lud wichtige Künstler in die Villa ein und gab ihnen die Möglichkeit, einige Räumlichkeiten nach ihren Vorstellungen künstlerisch zu gestalten. Diese ortsspezifischen Kunstwerke, die u. a. von Dan Flavin, James Turrell und Robert Irwin kreiert wurden, können heute noch in der Villa besichtigt werden.
In den letzten Jahrzehnten des 20. Jahrhunderts errichtete Panza in der Villa eine wichtige Sammlung monochromer Malerei und anderer Kunstwerke von Künstlern wie Phil Sims, David Simpson, Ruth Ann Fredenthal, Max Cole, Maria Nordman, Martin Puryear, Ford Beckman, Ross Rudell, Alfonso Fratteggiani, Ettore Spalletti, Lawrence Carroll, Stuart Arends, Allan Graham, Winston Roeth. Die Kunstwerke fügen sich in die Möblierung aus dem 16. bis 19. Jahrhundert und in Panzas Sammlung afrikanischer und präkolumbischer Kunst ein.
Im Jahr 1996 stifteten Giuseppe und Rosa Giovanna Panza di Biumo ihre Villa und die Kunstsammlung der italienischen Stiftung für Denkmal- und Umweltschutz FAI unter der Bedingung, dass die Familie weiterhin die zweite Etage bewohnen und verwenden kann. Der FAI führte die notwendigen Restaurierungen und technischen Modernisierungen durch und öffnete die Villa und Sammlung Panza im Jahr 2001 für den Publikumsverkehr.